# Cầu Katima Mulilo
Cầu Katima Mulilo (còn được gọi là Cầu 508 trong Sổ đăng ký cầu Namibia) mang theo Đường cao tốc TransCaprivi qua sông Zambezi giữa Katima Mulilo, Namibia và Sesheke, Zambia. Đây là một cây cầu đường bộ, được hoàn thành vào năm 2004, dài 900 mét và có 19 nhịp. Nó kết nối Đường cao tốc Transriv Caprivi của Namibia với mạng lưới đường Zambian, tạo thành một phần của tuyến đường thương mại từ trung nam châu Phi đến Đại Tây Dương được gọi là Hành lang vịnh Walvis. Nó cũng mang lưu lượng khách du lịch lớn.
Người đi bộ và xe chở khách qua sông gần đó bằng phà. Kế hoạch cho cây cầu, người duy nhất vượt qua Zambezi trong hàng trăm km, lần đầu tiên được xem xét ở Namibia vào năm 1982, và số 508 đã được phân bổ cho dự án. Tuy nhiên, chính phủ Nam Phi chiếm đóng đã phản đối dự án và coi đây là hành động phản quốc cao để xây dựng một cây cầu để độc lập, không phân biệt chủng tộc, Zambia. Người khởi xướng quy hoạch, Klaus Dierks, sau đó đã bị cách chức là Kỹ sư cầu nối chính của lãnh thổ. Chỉ sau khi nền độc lập của Namibia được lập lại vào năm 1990. Cây cầu được xây dựng trên đất Zambian vì Zambia là một quốc gia kém phát triển nhất vào thời điểm đó và do đó đủ điều kiện nhận tài trợ để xây dựng nó, trong khi Namibia không có tình trạng này và sẽ phải trả một khoản vay.
Năm 2002, hợp đồng xây dựng đã được trao cho Concor của Nam Phi và Hochtief của Đức, với cây cầu được hoàn thành đúng tiến độ trong năm 2004. Cây cầu được xây dựng bằng kỹ thuật phóng tăng dần của Đức (Taktschiebe-Verfahren), với mặt cầu được xây dựng trên vị trí sau đó đẩy thủy lực theo từng đoạn qua sông.
Cây cầu được chính thức khai trương bởi Tổng thống Namibia, Tiến sĩ Sam Nujoma và Tổng thống Zambia, Levy Mwanawasa vào ngày 13 tháng 5 năm 2004, tại Katima Mulilo.